# جمادي (سردابة)
جمادي (بالفارسية: جمادی) هي قرية تقع في إيران في أردبيل. يقدر عدد سكانها بـ 328 نسمة بحسب إحصاء 2016.